# Standard ML
In informatica, SML (Standard ML) è un linguaggio di programmazione derivato dal ML.
Il linguaggio ML originale era una serie di metalinguaggi ideati da Robin Milner (e dai suoi studenti) all'Università di Edimburgo per creare programmi che eseguissero la dimostrazione di teoremi (theorem provers).  Questi metalinguaggi furono poi "standardizzati" per dare origine all'SML, di cui lo standard più recente risale al 1997 (The Definition of Standard ML - Revised).
Il linguaggio SML è un linguaggio funzionale, quindi avente la caratteristica di rendere facile ed efficiente la creazione e l'uso di funzioni specializzate.  In questo, SML assomiglia al Lisp o allo Scheme.  Come questi, SML ha molti dialetti oltre al linguaggio standard, tra i quali si distingue OCaml, che è object oriented, e CML, che è concurrent o parallelo.  Altri elementi comuni a Lisp e Scheme sono la presenza del garbage collector e di strutture di dati dinamiche che sono integrate col linguaggio, per esempio le liste.
Al contrario di Lisp e Scheme, SML ha un sistema di tipi che permette già al momento della compilazione la verifica che le funzioni siano usate su argomenti del tipo giusto.  Inoltre, diversi dialetti di SML hanno sistemi per organizzare i programmi in moduli, con firme (signature), implementazioni (structure), e implementazioni configurabili (functors).

## Compilatori ed interpreti
- SML/NJ ()
- MLton ()
- Moscow ML ()
- Poly/ML ()
- MLj ()
- SML.NET ()
- ML Kit ()
- Hamlet ()